# Montecchia di Crosara
Montecchia di Crosara és un comune (municipi) de la província de Verona, a la regió italiana del Vèneto, situat a uns 80 quilòmetres a l'oest de Venècia i a uns 20 quilòmetres al nord-est de Verona.
A 1 de gener de 2020 la seva població era de 4.322 habitants.
Montecchia di Crosara limita amb els següents municipis: Cazzano di Tramigna, Gambellara, Monteforte d'Alpone, Roncà, San Giovanni Ilarione i Soave.